# گولیلمو اسکالیسه

تصویر گولیلمو اسکالیسه

گولیلمو اسکالیسه (به ایتالیایی: Guglielmo Scalise)، با نام کامل گولیلمو والنتینو دومنیکو اسکالیسه (متولد ۱۴ فوریه ۱۸۹۱ در مارچلینارا – درگذشته ۳ نوامبر ۱۹۷۵ در پروسرپیو)، یک ژنرال، دیپلمات و یاماتولوژیست (متخصص فرهنگ و زبان ژاپنی) ایتالیایی بود.
او از سال ۱۹۳۴ تا ۱۹۳۹ ژنرال تیپ و وابسته نظامی سفارت ایتالیا در توکیو بود و پس از جنگ، استاد دانشگاه و متخصص در یاماتولوژی شد.

## تاریخ
این موسسه در تاریخ ۱۳ مارس ۱۹۲۱ در رم توسط گروهی از استادان دانشگاهی در رشته‌های شرق‌شناسی تأسیس شد. از جمله برجسته‌ترین این افراد می‌توان به کارلو آلفونسو نالینو، استاد تمام زبان و ادبیات عرب در دانشکده ادبیات دانشگاه ساپینزا رم اشاره کرد. همچنین افراد دیگری چون جورجو لوی دلا ویدا، کارلو کونتی روسینی، میکلانجلو گویدی، لورا وچا واگلیری و ویرجینیا د بوزیس، یا نمایندگان پارلمان و سیاستمداران علاقه‌مند به این مباحث، مانند سناتور آینده پادشاهی آمئدو جیانینی و جیووانی آنتونیو کولونا دی سزارو نیز در تأسیس آن نقش داشتند.
علاوه بر این‌ها، افرادی چون واسالو، فستا، اسکارپا، اسپرتی، بوگلی، ناردوچی، رافائله راپکس (قاضی کنسول در شانگهای)، اندرله، برونی، او. فالاداتی، واکا، زانوتو، پتروکی توچی، دی لئونه، اسفرا، کورادتی، تیریتیچو، میسیروکی، فرو، کاروزلی، سالتو، ماسکولینو، کاتان، دیل، فرانچزه، اسکالفاتی، آلماجیا، بالویس، گاتسکی، لانزارا، سید م. پاشا، محمد حناوی، فراتینی و آمبروزتی نیز در این جمع حضور داشتند.
موسسه شرق برای دهه‌ها توسط وزارت امور خارجه ایتالیا تأمین مالی می‌شد. وزارت خارجه، به ویژه در دوره فاشیست، امیدوار بود با بهره‌گیری از دانش علمی لازم که این موسسه قادر به ارائه آن بود، سیاست گشایش دوستانه خود را در قبال جهان عرب بهتر عملی کند.
اما این موسسه، به دور از اینکه صرفاً یک شاخه مستقیم از فاشیسم باشد، بلافاصله نشان داد که رویکردی مستقل در زمینه اطلاع‌رسانی دقیق بر اساس داده‌های علمی مرتبط با منطقه خاور نزدیک، به‌ویژه (اما نه منحصراً) جهان اسلام، دنبال می‌کند. این موسسه نشریه‌ای به نام اورینته مدرنو (شرق مدرن) را منتشر می‌کرد که توسط پروفسور سی. آ. نالینو اداره می‌شد. وظیفه این نشریه، بررسی سیستماتیک مطبوعات محلی به زبان عربی، کشور به کشور، و مقایسه اخبار با اطلاعات ارائه شده توسط بهترین روزنامه‌های غربی و نشریات علمی بین‌المللی بود.

## کتابخانه و مجموعه‌های کتاب
این موسسه بلافاصله یک کتابخانه اجتماعی تأسیس کرد که اعضا و به طور استثنائی برخی از پژوهشگران به آن دسترسی داشتند. این کتابخانه مجهز به اصلی‌ترین آثار علمی و مهم‌ترین مجلات دوره‌ای به زبان‌های ایتالیایی، فرانسوی، انگلیسی، آلمانی، عربی، فارسی، ترکی و اردو بود.
در حال حاضر، این کتابخانه به بیش از ۵۰,۰۰۰ جلد کتاب رسیده است که تقریباً تمام آن‌ها به دوره از قرن هجدهم تا قرن حاضر می‌پردازند. به همین دلیل، این کتابخانه اصلی‌ترین کتابخانه تخصصی ایتالیا در زمینه جهان عرب-اسلامی مدرن و معاصر محسوب می‌شود. امروزه، کتابخانه اجتماعی با تغییر اساسنامه، برای هر پژوهشگر علاقه‌مندی باز است، در حالی که دسترسی به مجموعه‌های کتاب با رزرو قبلی امکان‌پذیر است.
به کتابخانه اجتماعی که دارای کاتالوگ بر اساس نویسنده و موضوع بود، به مرور زمان چهار مجموعه کتاب اضافه شد: اولین مجموعه به ترتیب زمانی با خرید دارایی‌های کتابخانه ترکی‌شناسی پروفسور اتوره روسی، استاد پیشین زبان و ادبیات ترکی در دانشکده ادبیات دانشگاه رم "لا ساپینزا"، تشکیل شد. دومین مجموعه به لطف کمک‌های کتابی و اسنادی آنجلو سامارکو، که به طور فعال و تعیین‌کننده‌ای در پروژه ساخت کانال سوئز شرکت داشت، شکل گرفت. سومین مجموعه، از طریق وصیت‌نامه پروفسور ماریا نالینو (دختر بنیانگذار موسسه)، استاد زبان و ادبیات عرب در دانشگاه "کا فوسکاری" و برای مدت طولانی مدیر علمی موسسه، تشکیل شد. او کتابخانه شخصی خود و پدرش را به موسسه واگذار کرد. آخرین مجموعه (مطالعات اندونزی) به نام پروفسور لوئیجی سانتاماریا نامگذاری شده است، که بخشی از کتابخانه شخصی خود (بخش ادبی آن به دانشگاه بولونیا اهدا شد، جایی که یک دوره زبان اندونزیایی فعال بود) را به موسسه، که ریاست آن را بر عهده داشت، اهدا کرد.
در حال حاضر، مجموعه "کارلو آلفونسو و ماریا نالینو" در حال ثبت اطلاعات رایانه‌ای بر اساس سیستم کتابخانه‌ای ملی است، زیرا موسسه مدت‌هاست که به مرکز کتابخانه‌ای چندفرهنگی منطقه لاتزیو پیوسته است.
در نهایت، به لطف اهدای ایزابلا کامرا دافلیتو، بیوه پروفسور پی‌یر جیووانی دونینی، موسسه کتابخانه شخصی او (مطالعات معاصر در مورد جهان اسلام و اقلیت‌های آن) را نیز به دست آورده است.

## آثار

### کتاب ها
- Antonio Meneghetti, Guglielmo Scalise, Canti di guerra. Musica di Antonio Meneghetti. Versi di Guglielmo Scalise, Como, Casa Musicale Baragiola e Zeppi, 1931.
- Guglielmo Scalise, Dizionario italiano-giapponese con una appendice dei termini militari, Tokyo, Scuola professionale salesiana, 1940.
- Guglielmo Scalise, Grammatica giapponese della lingua parlata, Milano, Tipografia Luigi Reali, 1942.
- Guglielmo Scalise, Il Giappone guerriero, Roma, Tipografia Regionale, 1942.
- Guglielmo Scalise, Giappone eroico, Venezia, Edizioni popolari, 1944.
- Guglielmo Scalise, Yamato Damasii (lo spirito del Giappone), Venezia, Associazione italo-nipponica, 1944.
- Guglielmo Scalise, La scrittura giapponese, Milano, ISMEO, 1959.
- Guglielmo Scalise e Mario Scalise, Dizionario del Kanji, 2 voll., Milano, ISMEO, 1959-1966.
- Junichirō Tanizaki, La madre del generale Shigemoto, traduzione di Guglielmo Scalise, Milano, Mondadori, 1966.
- Guglielmo Scalise, Calabria amara, Milano, Ceschina, 1972.
- Guglielmo Scalise, C’era una volta il... 7º, Milano, Cavallotti, 1974.

### مقاله
- Riflessioni sull'impiego delle forze e dei mezzi nel conflitto cino-giapponese 1931-1932, in Rivista militare, n. 2, anno VII, febbraio 1933.
- Le formazioni giovanili e l'esercito. Considerazioni di carattere addestrativo, in Rivista militare, n. 12, anno VII, dicembre 1933.